# Cechenena orientalis
Cechenena orientalis är en fjärilsart som beskrevs av Felder. Cechenena orientalis ingår i släktet Cechenena och familjen svärmare. Inga underarter finns listade i Catalogue of Life.